# Идову, Филлипс
Фи́ллипс Олаосебикан Идову (англ. Phillips Olaosebikan Idowu; род. 30 декабря 1978 года в Хэкни, Лондон) — британский легкоатлет, выступающий в тройном прыжке, чемпион мира и Европы, как на открытом воздухе, так и в помещении, причём добился этого за 4 сезона (2007—2010), вице-чемпион Олимпийских игр 2008 года.
Член лондонского легкоатлетического клуба Belgrave Harriers.

## Биография
Филлипс Идову — атлет нигерийского происхождения. Детство провел в пригороде Лондона Хэкни. В детстве занимался баскетболом и американским футболом, но наибольших успехов стал добиваться в легкой атлетике. Одной из отличительных черт Айдову является его яркая внешность.
Идову был талантливым спортсменом в школе, как в баскетболе, так и в американском футболе. Наибольший успех он имел как юниор в легкой атлетике. В 1997 он выиграл английский чемпионат школ.
В 2000 году он попал в 10-ку лучших прыгунов тройным в мире и занял 6-е место на Олимпийских играх 2000 года. В 2002 году на Играх Содружества он завоевал серебро, установив новый персональный рекорд 17,68 метров, но проиграв рекордсмену мира и соотечественнику Джонатану Эдвардсу. Позже в 2002 году он стал 5-м на чемпионате мира.
В марте 2006 года Идову победил на Играх Содружества в Мельбурне. На чемпионате Европы в том же году занял 5 место. 9 марта 2008 Идову выиграл свой первый титул чемпиона мира, взяв золотую медаль на чемпионате мира в помещении в Валенсии, Испания.
В 2003 году, накануне Олимпийских игр, Идову получил сильную травму колена, которая потребовала операции. Его целью было вернуть форму к предстоящим Олимпийским играм в Афинах. На олимпийских играх 2004 года он сделал три заступа.

## Личные рекорды
| Вид                       | Результат  | Место                     | Дата            |
| ------------------------- | ---------- | ------------------------- | --------------- |
| Тройной прыжок            | 17 м 81 см | Барселона, Испания        | 29 июля 2010    |
| Тройной прыжок(помещение) | 17 м 75 см | Валенсия, Испания         | 9 марта 2008    |
| Прыжок в длину            | 7 м 56 см  | Гейтсхед, Англия          | 11 июня 2006    |
| 60 метров                 | 6,81 сек   | Каршолтон, Лондон, Англия | 24 января 2004  |
| 100 метров                | 10,60 сек  | Балларат, Австралия       | 25 февраля 2006 |

## Результаты
| 2000 | Летние Олимпийские игры 2000  | Сидней, Австралия         | 6-й  | 17.08 m    |
| 2001 | Чемпионат мира                | Эдмонтон, Канада          | 9-й  | 16.60 m    |
| 2002 | Игры Содружества 2002         | Манчестер, UK             | 2-й  | 17.68 m    |
| 2002 | Чемпионат Европы              | Мюнхен, Германия          | 5-й  | 16.92 m    |
| 2004 | Летние Олимпийские игры 2004  | Афины, Греция             | 12-й | No Mark    |
| 2006 | Игры Содружества 2006         | Мельбурн, Австралия       | 1-й  | 17.45 m    |
| 2006 | Чемпионат Европы              | Гётеборг, Швеция          | 5-й  | 17.02 m    |
| 2007 | European Indoor Championships | Бирмингем, Великобритания | 1-й  | 17.56 m    |
| 2007 | Чемпионат мира                | Осака, Япония             | 6-й  | 17.09 m    |
| 2008 | World Indoor Championships    | Валенсия, Испания         | 1-й  | 17.75 m    |
| 2008 | Летние Олимпийские игры 2008  | Пекин, Китай              | 2-й  | 17.62 m    |
| 2009 | IAAF World Championships      | Берлин, Германия          | 1-й  | 17.73 m WL |